# Хутір-Хмільна
Хутір-Хмільна — село в Україні,  у Черкаському районі Черкаської області, підпорядковане Канівській міській громаді. Населення становить 337 осіб.